# Akagi (Vulkan)
Der Schichtvulkan Akagi (jap. 赤城山, Akagiyama) ist einer der bedeutenden Berge in der Präfektur Gunma in Japan. Er ist durch seine langen, sanft abfallenden Hänge gekennzeichnet. Der höchste Punkt liegt 1828 m über dem Meeresspiegel.
An der Westseite des Berges befindet sich der Akagi-Naturpark. Der andesitische Vulkan erhebt sich über das Nord-Ende der Kanto-Ebene. Die 3 × 4 km messende, elliptische Caldera enthält mehrere Lavadome, welche in einer von Nordwest nach Südost ausgerichteten Linie liegen. Der Ono-See befindet sich im Nordost-Ende der Caldera. Der Aufbau des Zentral-Kraters begann nach den letzten großen plinianischen Ausbrüchen vor etwa 31.000 Jahren. In historischer Zeit wurde im 9. Jahrhundert von einigen Eruptionen berichtet. Berichte über Ausbrüche in den Jahren 1251 und 1938 müssen jedoch als unsicher angesehen werden.